# 바카르 이브라힘
바카르 이브라힘(Tunku Iskandar Abdul Jalil Abu Bakar Ibrahim Ibni Tunku Ismail) (2017년 10월 14일 ~ )이 말레이시아 조호르주, 툰쿠 이스마일 이드리스 에 있는 테밍궁 이슬람 황제 가문에서 태어난 왕자이다.